# Viatcheslav Gladkov
Pour les articles homonymes, voir Gladkov.
Viatcheslav Vladimirovitch Gladkov (russe : Вячеслав Владимирович Гладков), né le 15 janvier 1969, est un homme politique russe, gouverneur de l'oblast de Belgorod depuis le 27 septembre 2021. Il exerce les fonctions de gouverneur par intérim du 18 novembre 2020 avant son élection. Il est membre du parti au pouvoir Russie unie.
Il est vice-gouverneur de Sébastopol du 28 juillet 2016 au 16 avril 2018 et vice-premier ministre du kraï de Stavropol du 13 juin 2018 au 18 novembre 2020.